# Die Jahreszeiten

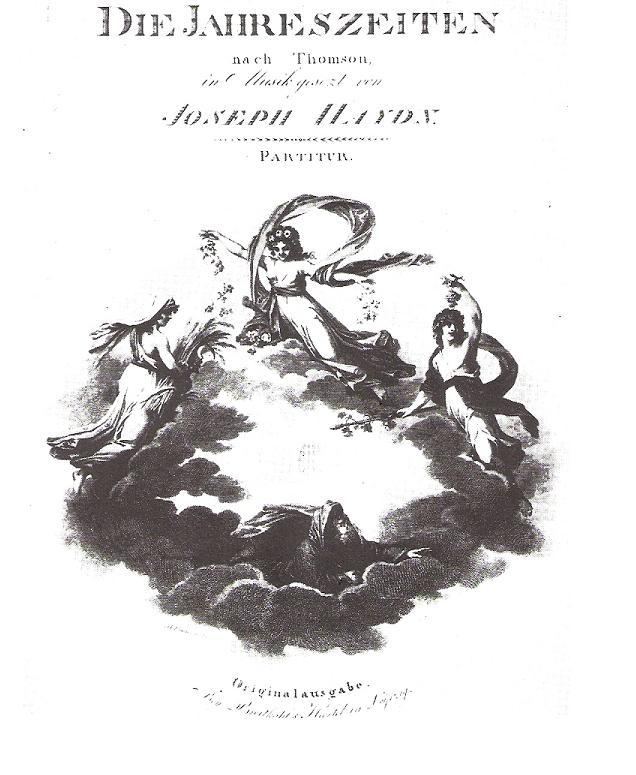
Titelpagina van de eerste editie

Het muziekwerk Die Jahreszeiten is een oratorium van Joseph Haydn (Hoboken-Verzeichnis XXI:3).

## Ontstaansgeschiedenis
Haydn werd aangespoord tot het componeren van dit werk door het grote succes van zijn voorgaande oratorium, Die Schöpfung (1798), dat op dat moment in heel Europa opgevoerd werd. Baron Gottfried van Swieten, de zoon van de beroemde Nederlandse hofarts aan het keizerlijke hof in Wenen, die ook in Mozarts carrière een grote rol speelde, schreef voor beide werken het libretto. De tekst was zijn eigen vertaling in het Duits van delen van de Engelse gedichtencyclus The Seasons van James Thomson (1700-1748), van wie ook de tekst van het onofficiële Britse volkslied Rule, Britannia! afkomstig is. Van Swieten verlegde de plaats van handeling echter naar het Oostenrijkse platteland en schetste in zijn luchtige relaas een geïdealiseerd beeld van het boerenleven, iets wat Haydn niet kon overtuigen.
Het componeren viel Haydn zwaar, ten eerste door zijn langzaam zwakker wordende gezondheid en ten tweede doordat hij niet goed met Van Swietens tekst uit de voeten kon. Het kostte Haydn twee jaar om het werk te voltooien.
De première in Wenen op 24 april 1801 was weliswaar een succes, maar niet zo succesvol als de eerste uitvoeringen van Die Schöpfung drie jaar eerder. Ook in de jaren erna werd Die Jahreszeiten duidelijk minder vaak opgevoerd dan Die Schöpfung.

## Bezetting
Die Jahreszeiten is geschreven voor een groot klassiek orkest, meestal met een vierstemmig koor en drie solisten, die het landvolk vertegenwoordigen: de boer Simon (bas), zijn zoon Lukas (tenor) en diens minnares Hanne (sopraan). De bezetting van solisten is dus dezelfde als in Die Schöpfung.
Het orkest bestaat uit 2 fluiten (waarvan 1 dubbelt op piccolo), 2 hobo's, 2 klarinetten, 2 fagotten, 1 contrafagot, 4 hoorns, 2 (in het slot 3) trompetten, pauken, triangel, tamboerijn, 2 trombones en 1 bastrombone en de gebruikelijke strijkers met eerste en tweede viool, altviool, cello en contrabas.

## Inhoud
Het oratorium bestaat uit vier delen, wat vanzelf spreekt voor een stuk dat de vier jaargetijden behandelt. Het bevat de gebruikelijke recitatieven, aria's en koordelen.
In tegenstelling tot de meeste oratoria is de tekst niet religieus, afgezien van een lofprijzing aan God aan het einde van het eerste deel. Er worden onderwerpen als liefde, jacht en vrolijke dronkenschap behandeld.

## De muziek
Die Jahreszeiten is opgedeeld in 4 delen: de Lente, de Zomer, de Herfst en de Winter.
Der Lenz
1. Ouverture en Recitatief - Seht, wie der strenge Winter flieht. — De introductie is een ouverture die de overgang van winter naar lente introduceert. Dan volgt een recitatief voor sopraan, tenor en bas, waarin de lente wordt aangekondigd.
2. Komm, holder Lenz — Het koor van 'landmensen' vraagt om een snelle komst van de lente.
3. Vom Widder strahlet jetzt — Recitatief van Simon
4. Schon eilet froh der Ackersmann — Aria van Simon
5. Der Landmann hat sein Werk vollbracht — Recitatief van Lukas
6. Sei nun gnädig — Trio en koor
7. Erhört ist unser Flehn — Recitatief van Hanne
8. O wie lieblich ist der Anblick — Vreugdegezang met afwisselend koor en jeugdkoor
9. Ewiger, mächtiger, gütiger Gott — Koor met solisten

Der Sommer
1. Inleiding en Recitatief - Im grauen Schleier rückt heran — Met een korte instrumentale inleiding wordt de zomer voorgesteld. In het daaropvolgende recitatief begroet Simon de nieuwe dag.
2. Der munt're Hirt versammelt nun — Aria en recitatief van Simon en Hanne
3. Sie steigt herauf, die Sonne — Trio en koor
4. Nun regt und bewegt sich — Recitatief van Simon
5. Die Mittagssonne brennet jetzt — Recitatief van Lukas
6. Dem Druck erlieget die Natur — Een cavatina van Lukas
7. Willkommen jetzt, o dunkler Hain — Recitatief van Hanne
8. Welche Labung für die Sinne — Aria van Hanne
9. O seht! Es steiget in der schwülen Luft — Recitatief van Simon, Lukas, Hanne
10. Ach, das Ungewitter naht — Koor
11. Die düst'ren Wolken trennen sich — Trio en koor

Der Herbst
1. Inleiding en Recitatief - Was durch seine Blüte. — Met een korte instrumentale inleiding wordt de herfst voorgesteld. In het daaropvolgende recitatief begroeten Hanne, Lukas en Simon het nieuwe seizoen.
2. Den reichen Vorrat führt er nun — Recitatief van Lukas
3. So lohnet die Natur den Fleiß — Trio en koor
4. Seht, wie zum Haselbusche dort — Recitatief van Hanne, Lukas en Simon
5. Ihr Schönen aus der Stadt — Liefdesduet van Hanne  en Lukas
6. Nun zeiget das entblößte Feld — Recitatief van Simon
7. Seht auf die breiten Wiesen hin — Aria van Simon
8. Hier treibt ein dichter Kreis — Recitatief van Lukas
9. Hört, hört, das laute Getön — Jachtkoor
10. Am Rebenstocke blinket jetzt — Recitatief van Hanne, Lukas en Simon
11. Juchhe! Der Wein ist da! — Koor van het landvolk

Der Winter
1. Inleiding en Recitatief — In de orkestrale inleiding wordt het naderen van de winter muzikaal voorgesteld, het is een langzaam, somber stuk.
2. Nun senket sich das blasse Jahr — Recitatief van Hanne en Simon
3. Licht und Leben sind geschwächet — Cavatine van Hanne
4. Gefesselt steht der breite See — Recitatief van Lukas
5. Hier steht der Wand'rer nun — Aria van Lukas
6. So wie er naht — Recitatief van Hanne, Lukas en Simon
7. Knurre, schnurre, knurre — Lied met Hanne en koor
8. Abgesponnen ist der Flachs — Recitatief van Lukas
9. Ein Mädchen, das auf Ehre hielt — Sprookje van Hanne en koor
10. Vom dürren Osten dringt ein scharfer Eishauch — Recitatief van Simon
11. Erblicke hier, betörter Mensch — Aria van Simon
12. Die bleibt allein und leitet uns — Recitatief van Simon
13. Dann bricht der große Morgen an — Trio en dubbelkoor

- Bibliothèque nationale de France: cb13913510r (data)
- Gemeinsame Normdatei: 300069189
- Library of Congress Control Number: n81011285
- MusicBrainz work: 305553f4-8129-4aab-a423-2fb99daca076
- Nationale Bibliotheek van Israël: 987007579071805171
- LIBRIS: 215632
- Virtual International Authority File: 178618106